# Arnd von Arnheym
Arnd von Arnheym (geboren vor 1360; gestorben 1360 im Rammelsberg) war ein Bergmeister und Techniker, der im 14. Jahrhundert im Rammelsberg bei Goslar tätig war.

## Leben
Von Arnheim stammte nach seinem Namen zu urteilen vermutlich aus dem niederländischen Arnheim. Im 12. und 13. Jahrhundert hatten der Abbau und die Verhüttung von Kupfererzen am Rammelsberg einen Aufschwung erlebt. Bereits zum Ende des 12. Jahrhunderts wurde zur Entwässerung der Grubenbaue der „Rathstiefste Stollen“ angelegt, so dass das „Alte Lager“ bis auf eine Tiefe von 90 bis 110 Metern unterhalb der Geländeoberfläche erschlossen werden konnte. Am Beginn des 14. Jahrhunderts waren die erreichbaren Kupfererzvorkommen jedoch nahezu erschöpft und in den tieferen Gruben kam es zu vermehrtem Wassereinbruch und Todesfällen durch eine Pestepidemie, so dass der Bergbau um 1350 fast gänzlich eingestellt werden musste. Es soll in dieser Zeit bereits einen Grubeneinsturz gegeben haben, bei dem etliche Bergleute ihr Leben verloren. Der Rat der Stadt Goslar unternahm mehrere Versuche durch Verträge mit auswärtigen Experten, um das Wasser aus den Stollen zu holen und den Abbau weiterführen zu können. Am 17. Januar 1360 schloss der Rat mit dem im Wasserbau kundigen Arnd von Arnheym einen Vertrag, damit dieser die Harzer Bergwerke trockenlegen und ein weiteres Volllaufen der tiefer gelegenen Schächte verhindern sollte. Dafür wurde ihm ein stattliches Honorar zugesichert, wenn er die Sümpfung der Gruben bis auf die „Trostesfahrt“ oder darunter bewerkstelligen würde:

„We […] de rad der stad von Goslere bekennen in dessem breve, dat we hebbet ghededinghet mit meyster Arnd von Arnheym unde he mit os aldůs, dat he dat water mit goddes hůpe unde mit siner kůnst scal bringhen ute der Trostesvard unde vellen dat XX oder XXII clachter up unse kost, unde scal ok de kůnst leren drien, de de rad darto wil hebben, unde bewisen den, dat de kůnst recht sii; unde off dar wat ane breke, wo men dat scal wedermaken.“

„Wir […] der Rat der Stadt Goslar bekennen in diesem Brief, dass wir mit Meister Arndt von Arnheim und er mit uns Folgendes vereinbart haben: nämlich dass er das Wasser mit Gottes Hilfe und mit seiner Kunst aus der Trostesfahrt herausbringen und es auf unsere Kosten 20 oder 22 Lachter absenken soll. Und er soll zeigen, dass die Kunst, die der Rat dazu haben will, funktioniert, und beweisen, dass die Kunst in Ordnung sei.“

Von Arnheym sollte die Sümpfung mit Hilfe von Wasserrädern aus dem „Rathstiefsten Stollen“ heraus befördern. Trotz der hohen Summe, die ihm beim Erfolg der Unternehmung in Aussicht gestellt wurde, gelang es ihm mit seiner Wasserkunst letztlich nicht, weil er möglicherweise kurze Zeit nach dem Beginn seiner Tätigkeit mitsamt seinen Gehilfen verunglückte. Nach seinem Scheitern fielen die Preise der Bergwerksanteile, so dass es dem Rat nach und nach gelang diese zu erwerben und zum Ende des 14. Jahrhunderts tatsächlich die Berghoheit ausübte.